# David Rennie
Ne pas confondre avec David Rennie, footballeur écossais, ni avec Dave Rennie, rugbyman néo-zélandais.
Pour les articles homonymes, voir Rennie.
David Rennie est un journaliste britannique. Il est éditorialiste au sein de The Economist, où il écrit sous le pseudonyme de Charlemagne des billets centrés sur l'Union européenne. Il a également travaillé pour The Daily Telegraph et le Evening Standard. Il fait partie du jury du prix du Livre européen. Il est le fils de Sir John Rennie, anciennement 'C' (c'est-à-dire directeur) du Secret Intelligence Service (MI6, 1968-1973).